# Phoebe Bridgersová
Phoebe Bridgersová (17. srpna 1994 Pasadena) je americká indie rocková písničkářka. Sólově vydala dvě studiová alba – debutové Stranger in the Alps v roce 2017, na kterém je její nejúspěšnější singl Motion Sickness o vztahu s Ryanem Adamsem, a o tři roky později Punisher, za které získala nominace na cenu Grammy v kategoriích „nejlepší rockový výkon“, „nejlepší rocková píseň“ (obě za Kyoto), „nejlepší alternativní album“ a „nejlepší nový umělec“. Spolu s Julien Bakerovou a Lucy Dacusovou působí v superskupině boygenius a s Conorem Oberstem vystupují jako duo Better Oblivion Community Center. V roce 2021 nazpívala s The Killers píseň Runaway Horses na jejich novém albu Pressure Machine a s Taylor Swift nahrála duet Nothing New pro Red (Taylor's Version).
V roce 2024 získala čtyři ceny Grammy, tři jako členka boygenius v kategoriích „nejlepší alternativní album“ (The Record), „nejlepší rockovou píseň“ a „nejlepší rockové představení“ (Not Strong Enough) a další spolu s R&B zpěvačkou SZA za „nejlepší popový duet“ (Ghost in the Machine).

## Diskografie

### Studiová alba
- 2017 – Stranger in the Alps
- 2020 – Punisher

### Singly
- 2020 – Iris (cover verze The Goo Goo Dolls s Maggie Rogers)[7]
- 2020 – If We Make It Through December (EP s cover verzí stejnojmenné písně Merlea Haggarda)[8]
- 2021 – Spotify Singles (akustická nahrávka Kyoto s Jacksonem Brownem + cover verze Summer's End od Johna Prinea)[9]

### Sboygenius
- 2018 – boygenius (EP)
- 2023 – The Record[10]

### SBetter Oblivion Community Center
- 2019 – Better Oblivion Community Center